# Lucas Abadamloora
Lucas Abadamloora (ur. 22 grudnia 1938 w Chiana, zm. 23 grudnia 2009 w Bolgatanga) – ghański duchowny rzymskokatolicki, w latach 1994-2009 biskup Navrongo–Bolgatanga, od 2005 do swojej śmierci przewodniczący Konferencji Episkopatu Ghany. 

## Życiorys
Urodził się 22 grudnia 1938 w wiosce Chiana niedaleko Navrongo. 
Święcenia kapłańskie otrzymał 3 sierpnia 1968.
14 marca 1994 papież Jan Paweł II mianował go biskupem Navrongo–Bolgatanga. Sakrę biskupią otrzymał 29 czerwca 1994 z rąk arcybiskupa André Dupuy, nuncjusza apostolskiego w Ghanie. W lipcu 2005 został wybrany przewodniczącym Konferencji Episkopatu Ghany. Zmarł dzień po swoich 71 urodzinach 23 grudnia 2009 w Bolgatanga. Jego pogrzeb odbył się 15 i 16 stycznia następnego roku. 